# Victoire Maçon-Dauxerre
Victoire Maçon-Dauxerre (ou Victoire Dauxerre) est une actrice française, auteure et ex-mannequin. Après avoir été mannequin pour l'agence Elite, elle publie en 2016 Jamais assez maigre, un livre autobiographique dans lequel elle témoigne du milieu du mannequinat et de son combat contre l'anorexie mentale. Elle est aujourd'hui actrice, notamment dans les séries Versailles et Vikings. Elle est notamment connue pour son rôle de Vanessa Lehman dans la série Demain nous appartient.

## Biographie
Victoire Maçon-Dauxerre est née à Paris le 27 mai 1992. Son père Emmanuel Maçon est cadre supérieur dans l'industrie des télécoms et sa mère Inès Dauxerre est artiste plasticienne. Elle a deux frères.

### Parcours en tant que mannequin
En 2010, alors qu'elle est en terminale L et qu'elle prépare le concours de Sciences Po, Victoire Maçon-Dauxerre est repérée dans la rue par un membre de l'agence de mannequins Elite qui lui propose de devenir mannequin. Lors de son premier entretien avec l'agence Elite, elle mesure 1,78 m pour 58 kg, et a une taille 36. L'agence lui indique alors que les mannequins doivent faire une taille 32.
Pour avoir une taille 32, elle commence un régime, puis souffre d'anorexie mentale. Elle perd alors 10 kg en quelques mois :

« Moi, je suis passée de 58 kg à 47 kg en deux mois. Je mangeais seulement trois pommes par jour. »

« Plus je maigrissais, plus je me trouvais grosse c’est le processus de l’anorexie mentale qui se met en place. »

En huit mois, elle participe à 22 défilés. Elle participe également à la Fashion Week à New York en 2010.

### Études
En 2014, elle obtient une licence de théâtre à la Sorbonne après avoir étudié la philosophie. Elle poursuit sa formation de comédienne à la London Academy of Music and Dramatic Art.

### Témoignage
En 2016, elle publie Jamais assez maigre, un livre autobiographique dans lequel elle témoigne du milieu du mannequinat et de son combat contre l'anorexie mentale.
Victoire Maçon-Dauxerre s'exprime également dans les médias,,,,.
En 2015 elle soutient l’amendement de loi du député Olivier Véran. Elle dénonce le « diktat de la maigreur » dans le milieu de la mode et s'exprime notamment lors de la création d'une charte encadrant les conditions de travail des mannequins en France.
Elle dénonce également la déshumanisation du milieu du mannequinat :

« Vous êtes totalement déshumanisé, avec des pratiques qui relèvent de la maltraitance. Par exemple, personne ne vous appelle jamais par votre prénom, mais simplement par votre nationalité et votre âge. Moi, j'étais “française, 18 ans”. »

## Filmographie

### Télévision
Séries télévisées
- 2006 : Famille d'accueil de Stéphane Kaminka : Margaux
- 2018 : Versailles[13] de Simon Mirren et David Wolstencroft : Adèle de Vasseur (2 épisodes)
- 2019 : Vikings de Michael Hirst : Nissa (saison 6)
- 2021 - 2025 : Demain nous appartient : Vanessa Lehman (saison 5 à 8)
- 2024 : Camping Paradis de Michel Alexandre : Justine (saison 15, épisode 2)

Téléfilms
- 2018 : Deux gouttes d'eau de Nicolas Cuche : Audrey Favreau

### Cinéma
Courts métrages
- 2017 : Je suis son offrande de Eloi Besson
- 2018 : Je suis l'intention des autres de Rosalie Charrier
- 2019 : Caitlin de Emer Conroy et Níall McFeeley : Caitlin

Longs métrages
- 2010 : Bus Palladium de Christopher Thompson : la violoncelliste
- 2020 : Stardust de Raphaël Buisson Enlas : Marine
- 2024 : Loups-garous de François Uzan : la boulangère/Loup-garou
- 2024 : L'Heureuse Élue de Frank Bellocq : la vendeuse de la boutique de l'aéroport

## Publications
- Jamais assez maigre, avec Valérie Péronnet, éditions Les Arènes, 2016.